# Trigonodes bougainvillensis
Trigonodes bougainvillensis är en fjärilsart som beskrevs av Embrik Strand 1917. Trigonodes bougainvillensis ingår i släktet Trigonodes och familjen nattflyn. Inga underarter finns listade i Catalogue of Life.